# Johann Jakob Pistor
Johann Jakob Pistor (ros. Яков Матвеевич Пистор; Jakow Matwiejewicz Pistor; ur. 1739 w Hesji-Kassel, zm. 1814 w Kassel) – niemiecki wojskowy w służbie rosyjskiej, weteran wojny siedmioletniej, wojny rosyjsko-tureckiej (1787–1792), wojny polsko-rosyjskiej 1792 roku i walk przeciw insurekcji kościuszkowskiej. Początkowo służył jako generał-kwatermistrz, w latach 1789–1796 był szefem rosyjskiego Sztabu Generalnego. Od 14 kwietnia 1789 roku w randze generał-majora, w 1803 awansowany do stopnia generała-lejtnanta.
Autor pamiętników z okresu walk w Polsce, jednego ze źródeł historycznych na temat insurekcji warszawskiej 1794 i okresu poprzedzającego jej wybuch.

## Życiorys
Urodził się w bogatej rodzinie szlacheckiej w Hesji-Kassel, jego ojcem był Matthias Konrad Pistor (1691-1761), heski nadkwatermistrz (niem. Oberzeugmeister) i wytwórca broni strzeleckiej ze Schmalkalden. W młodości otrzymał staranne wykształcenie domowe. Służbę wojskową rozpoczął w artylerii w wojsku heskim. Wykładał także sztuki wojenne w akademii wojskowej Collegium Carolinum w Kassel. Uczestnik wojny siedmioletniej (1756-1763), podczas której służył w pruskim sztabie pod dowództwem generała-kwatermistrza Friedricha Wilhelma Bauera. Po wojnie odszedł ze służby wojskowej w randze podpułkownika.
W 1771 roku został przyjęty na rosyjską służbę i przydzielony do Sztabu Generalnego na stanowisko ober-kwatermistrza w randze majora. W początkach 1786 roku był już ober-kwatermistrzem w randze podpułkownika.
Był generałem-kwatermistrzem Armii Jekaterynosławskiej, a następnie Armii Południowej feldmarszałka Potiomkina, brał udział w wojnie rosyjsko-tureckiej lat 1787–1791. W kampanii 1791 roku w składzie korpusu generał-porucznika Michaiła Kutuzowa, wsławił się w bitwie pod Măcin, gdzie dowodził prawą flanką (I i IV batalion Bużańskiego Korpusu Jegrów). W czasie rosyjskiego natarcia wojska Pistora przedarły się pod ogniem nieprzyjacielskich dział i zajęły dogodne pozycje na wzgórzach, co przechyliło szalę zwycięstwa na stronę Rosjan. Za dowodzenie w tej bitwie został uhonorowany Orderem Św. Jerzego 3. stopnia.
Podczas przygotowań do wojny polsko-rosyjskiej 1792 roku był generał-kwatermistrzem Armii Ukraińskiej, opracował plan kampanii przeciwko wojskom Rzeczypospolitej, był także odpowiedzialny za dyslokację wojsk rosyjskich wzdłuż polskiej granicy. W 1794 roku Pistor odegrał znaczącą rolę w czasie insurekcji warszawskiej, kierował także jedną z większych jednostek rosyjskich wyprowadzonych z Warszawy.  
W kwietniu 1789 został mianowany oberkwatermistrzem i szefem Sztabu Generalnego, a jednocześnie awansował na stopień generał-majora. Objął jednak urząd w bardzo trudnym okresie: formalnie głównodowodzącym Kolegium Wojskowego był podówczas książę Grigorij Potiomkin, jednak w praktyce walczyli z nim o wpływy wysoko postawieni dworzanie: Nikołaj Sałtykow (od 1773 wiceprezes Kolegium, a od 1788 – pełniący obowiązki prezesa), a także generał Płaton Zubow, faworyt carycy Katarzyny II. Wskutek intryg i walk o wpływy rola Sztabu Generalnego znacznie zmalała: Pistorowi nie przydzielono dość oficerów, a ci pod jego komendą często byli odsyłani do innych zadań bez poinformowania ich zwierzchnika. Pistor ponawiał apele o naprawę tego stanu rzeczy, jednak nigdy nie doczekał się pomocy ze strony dworu. Ostatecznie w początkach 1796 złożył dymisję, którą przyjęto w listopadzie tego samego roku, wraz z formalną likwidacją Sztabu Generalnego.
Po rezygnacji generał-major Pistor powrócił do rodzinnego Kassel, gdzie mieszkał do śmierci.

## Pamiętniki
Jeszcze podczas trwania insurekcji kościuszkowskiej, prawdopodobnie podczas pierwszego oblężenia Warszawy, sporządził dla carycy Katarzyny raport na temat przebiegu wypadków poprzedzających wybuch powstania w Warszawie, a także na temat przebiegu samych walk przeciwko wojskom Kościuszki. Kopię pisanej po francusku pracy caryca przesłała królowi Prus Fryderykowi Wilhelmowi II, w którego archiwum znaleźli ją następnie żołnierze napoleońscy podczas zdobycia Berlina w toku wojen napoleońskich. Pracę wydano w 1806, a w sto lat później ukazał się jej polski przekład. Mémoires sur la révolution de la Pologne gen. Johanna Jakoba Pistora, choć dają wierny opis działań wojskowych po stronie rosyjskiej, starają się umniejszyć winę autora za poniesioną klęskę i usprawiedliwić go w oczach współczesnych i potomnych. Autor umniejsza też znaczenie, jakie podczas walk odegrały ochotnicze milicje.

## Odznaczenia
- Odznaczony orderem Św. Jerzego 3 stopnia (nr 96, 18 marca 1792) – „W uznaniu gorliwej służby, dzielne i odważne wyczyny w walce pod Maczynem, gdy wojska rosyjskie dowodzone przez generała księcia Mikołaja Wasiliewicza Repnina pokonały liczną armię turecką najwyższego wezyra Jusuf-paszy”[9].
- Został również odznaczony orderami św. Włodzimierza 2. stopnia i św. Anny 1. stopnia (2 września 1793)[10].